# Eridano (brigantino)
L'Eridano è stato un brigantino della Regia Marina, già della Marina del Regno di Sardegna.

## Caratteristiche
Costruito sugli stessi piani sui quali sarebbe stato poi costruito il quasi gemello Colombo, l'Eridano era un brigantino di tipo classico, di dimensioni medie, e mise in evidenza (così come il suo predecessore) eccellenti qualità nautiche: si rivelò un'unità robusta, marina e buona veliera, ed infatti venne più volte impiegata per lunghe crociere in acque oceanice: l'Eridano fu anche la prima nave militare italiana a navigare nell'Oceano Pacifico. 
Scafo in legno con carena rivestita in rame, l'Eridano aveva due alberi armati a brigantino (trinchetto e maestra, a vele quadre) e dislocava 450 tonnellate, trenta in meno rispetto al suo successore Colombo.
Un'altra lieve differenza consisteva nell'armamento: l'Eridano disponeva infatti di 14 cannoni in ferro a canna liscia da 24 libbre e di due cannoni-obici, anch'essi in ferro ed a canna liscia, da 16 libbre, mentre questi ultimi sul Colombo erano anch'essi da 24 libbre. Nonostante la somiglianza, che porta alcune fonti a trattarli come un'unica classe, i due brigantini non costituirono mai, almeno sul piano formale, una classe.

## Storia
Varata nei cantieri genovesi della Foce l'8 agosto 1841, la nave entrò in servizio nella Marina del Regno di Sardegna nel corso dello stesso anno.
Il 13 settembre 1842 l'Eridano, al comando del capitano di vascello in seconda Carlo Pellion di Persano, lasciò Genova per una prima campagna oceanica, a tutela degli interessi liguri in Sudamerica e dei sudditi del Regno di Sardegna là emigrati: dopo aver toccato Gibilterra e Santa Cruz de Tenerife, il brigantino attraversò l'Atlantico meridionale ed arrivò a Rio de Janeiro il 29 novembre 1842, per poi fare scalo a Montevideo e Buenos Aires (ove giunse nel luglio 1843 quale unità di scorta della fregata Des Geneys) e quindi tornare a Montevideo, dove assunse il ruolo di stazionario, mantenendolo quasi ininterrottamente sino al 6 gennaio 1844. Dopo essere ripartito alla volta di Buenos Aires, l'Eridano attraversò lo Stretto di Magellano, doppiò Capo Horn, fece il suo ingresso nell'Oceano Pacifico ed arrivò a Valparaíso il 20 febbraio 1844, toccando poi Callao, le Isole Marchesi, Tahiti, Papeete e le Hawaii, per poi arrivare a San Francisco nell'ottobre 1844. Dopo aver ripreso il mare verso Monterey, la nave fece ritorno a Valparaiso, stazionandovi sino al 14 febbraio 1845, per poi fare rotta verso sud, riattraversare lo stretto di Magellano in marzo e giungere a Montevideo il 6 marzo 1845. Dopo essersi recata a Buenos Aires in aprile, l'unità fece ritorno a Montevideo – ove s'imbatté nella corvetta Aquila, inviata a rimpiazzarla – ed il 31 maggio lasciò l'America alla volta dell'Europa, terminando il suo viaggio a Genova il 14 (o 15) settembre 1845. Nella campagna oceanica, protrattasi per più di tre anni, l'Eridano, grazie alle proprie buone qualità costruttive ed alla perizia di comandante ed equipaggio, aveva superato senza problemi tutte le difficoltà che si erano presentate, doppiando Capo Horn (con rotta verso ovest, la più difficile) e navigando anche con condizioni meteomarine sfavorevoli e vento contrario. Al viaggio partecipò anche, come medico di bordo, il futuro Capo del Corpo Sanitario della Regia Marina Luigi Verde, che, imbarcatosi a Buenos Aires il 7 gennaio 1844, ebbe modo di formarsi durante la lunga navigazione. 
Dopo essere rimasta a Genova, per lavori di manutenzione ed attività ordinaria sino a metà marzo 1847, la nave venne inviata nel Levante, da dove rientrò in settembre. 
Nel gennaio 1848 l'Eridano, al comando del capitano di vascello Alberto Paroldo, fu inviato nuovamente in Sudamerica, dove rimase per tre anni come stazionario sul Rio della Plata, sino al marzo 1851. Durante tale stazione si verificò la diserzione di venti marinai dell'unità, che il comandante Paroldo non riuscì a rintracciare ed arrestare.
Dopo il rientro a Genova, il brigantino venne utilizzato per campagne d'istruzione per gli allievi della Regia Scuola di Marina di Genova dal 1852 al 1858.
Nel 1855-1856, durante la guerra di Crimea, l'Eridano fece parte della Divisione Navale sarda inviata in Crimea (forte complessivamente di 23 navi di vario tipo, 126 pezzi d’artiglieria e 2574 uomini) e prese parte alle operazioni di tale conflitto.
Nei mesi finali del 1858 l'Eridano venne nuovamente inviato nel Levante, mentre nel maggio 1859 venne posto a disposizione del Governo Provvisorio Toscano, formatosi nel Granducato di Toscana dopo il suo abbandono da parte del Granduca Leopoldo II ed in vista della sua annessione al Regno di Sardegna.
Il 17 marzo 1861 l'Eridano, classificato brigantino, venne iscritto nel Quadro del Naviglio della neocostituita Regia Marina. Dal giugno all'ottobre 1861 la nave effettuò una campagna d'istruzione con le unità della Flottiglia Novizi e Mozzi, svolgendo poi attività addestrativa nell'arcipelago toscano, insieme alla vecchia fregata a vela San Michele, al Colombo ed alla corvetta Valoroso.
Nel 1862 e nel 1863 il brigantino effettuò altre due campagne d'istruzione e nel luglio-agosto 1863 navigò nell'Adriatico. 
Rimorchiato da Napoli a La Spezia nel novembre 1863 dalla pirofregata ad elica Italia e disarmato a Genova il 2 dicembre 1863, l'Eridano vi rimase in tali condizioni per un paio di anni, venendo poi trainato a Napoli dalla pirofregata corazzata Principe di Carignano e continuando a rimanere in disarmo nel porto partenopeo – eccettuato un breve periodo nell'agosto 1865 – sino alla data della radiazione, sancita con Regio Decreto numero 4609 del 13 settembre 1868. La nave venne successivamente demolita.